# Ястржембський (полковник)
Ястржембський (р.н. — р.с. не від.) — полковник, начальник відділу Морської піхоти УНР з 21 липня 1918 року по 1 січня 1919 року. Подальша доля невідома. З початком 1919 року його змінив на цій посаді Гаврило Никогда.